# Hôtel Montillet
L'Hôtel Montillet est un hôtel particulier de la ville de Dijon, en France, situé dans son secteur sauvegardé.
Il est inscrit en partie aux monuments historiques depuis 1928.